# Canada Songs
 (mai 2023).
Si vous disposez d'ouvrages ou d'articles de référence ou si vous connaissez des sites web de qualité traitant du thème abordé ici, merci de compléter l'article en donnant les références utiles à sa vérifiabilité et en les liant à la section « Notes et références ».
Albums de Daughters
Hell Songs
(2006)
Canada Songs est le premier album studio du groupe de mathcore américain Daughters; sorti le 29 juillet 2003 sous le label Robotic Empire.
C'est dans cet album que se définit vraiment le style du groupe, c'est-à-dire des titres rapides et très courts (l'album entier dure à peine plus de 10 minutes, ce qui en fait un album exceptionnellement court).

## Liste des morceaux
Les dix pistes de cet album sont :
1. Fur Beach – 0:38
2. Jones from Indiana – 1:05
3. I Slept with the Daughters and All I Got Was This Lousy Song Written About Me – 1:11
4. And Then the C.H.U.D.S Came – 1:24
5. Mike Morowitz, the Fantasy Fuck – 0:34
6. Nurse, Would You Please Prep the Patient for the Sexual Doctor – 1:19
7. I Don't Give a Shit About Wood, I'm Not a Chemist – 1:18
8. Pants, Meet Shit – 0:52
9. Damn Those Blood Suckers and Their Good Qualities – 0:54
10. The Ghost With the Most – 1:53